# ویشنو واردهان
 ویشنو واردهان (انگلیسی: Vishnu Vardhan؛ زادهٔ ۲۷ ژوئیهٔ ۱۹۸۷) یک تنیس‌باز اهل هند است. 